# Medina de las Torres
Medina de las Torres ist ein südwestspanisches Dorf und eine Gemeinde (municipio) mit 1.166 Einwohnern (Stand: 2024) im Süden der Provinz Badajoz in der Autonomen Gemeinschaft Extremadura. 

## Lage und Klima
Die etwa 530 m hoch gelegene Gemeinde Medina de las Torres liegt etwa 100 Kilometer südsüdöstlich von Mérida. Das Klima ist gemäßigt bis warm; Regen (ca. 504 mm/Jahr) fällt überwiegend im Winterhalbjahr.

## Geschichte
Im Gemeindegebiet befinden sich die Reste der früheren römischen Stadt Contributa Iulia Ugultuniacum, die in der Zeit Gaius Iulius Caesars aus einem keltischen Oppidum entstanden war. Reste von Tempeln und des Amphitheaters sind inzwischen ausgegraben worden. Ein Dokumentationszentrum in der Ortsmitte informiert über die archäologische Stätte.
Das teilweise in den Außenmauern erhaltene sog. Castillo de La Encomienda, das außerhalb des Orts in Gegenrichtung der alten Römerstadt und ungewöhnlicherweise unterhalb des Dorfes liegt, stammt vermutlich eher aus der Zeit der christlichen Reconquista und wird dem Santiago-Ritterorden zugeschrieben. 

## Bevölkerungsentwicklung
| Jahr      | 1970 | 1981 | 1991 | 2001 | 2011 | 2021 |
| Einwohner | 3033 | 2004 | 1714 | 1455 | 1308 | 1167 |

## Sehenswürdigkeiten
- Marienkirche (Iglesia de Nuestra Señora del Camino) aus dem 16. Jahrhundert
- Marienkapelle
- Christuskapelle

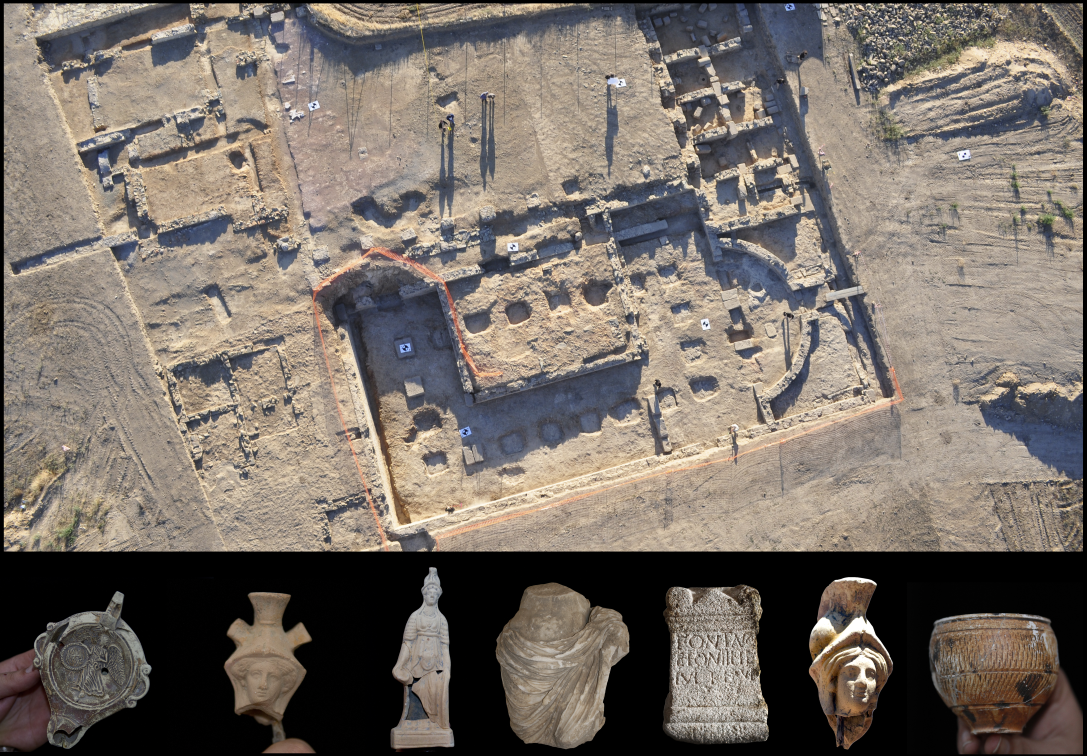
Archäologische Fundstelle der Römerstadt
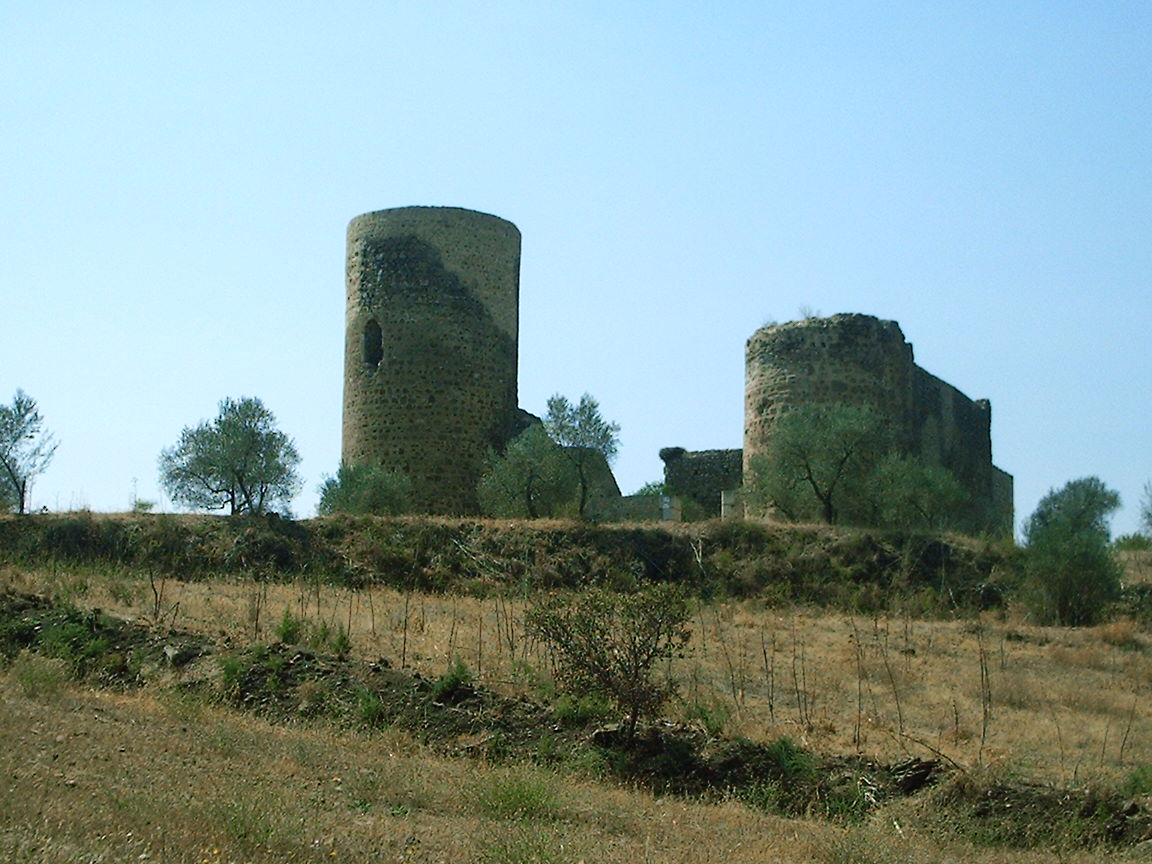
Torre de los Moros